# Mesocyclops dybowskii
Mesocyclops dybowskii är en kräftdjursart som först beskrevs av Lande 1890.  Mesocyclops dybowskii ingår i släktet Mesocyclops och familjen Cyclopidae. Inga underarter finns listade i Catalogue of Life.